# Наводнения в Санкт-Петербурге

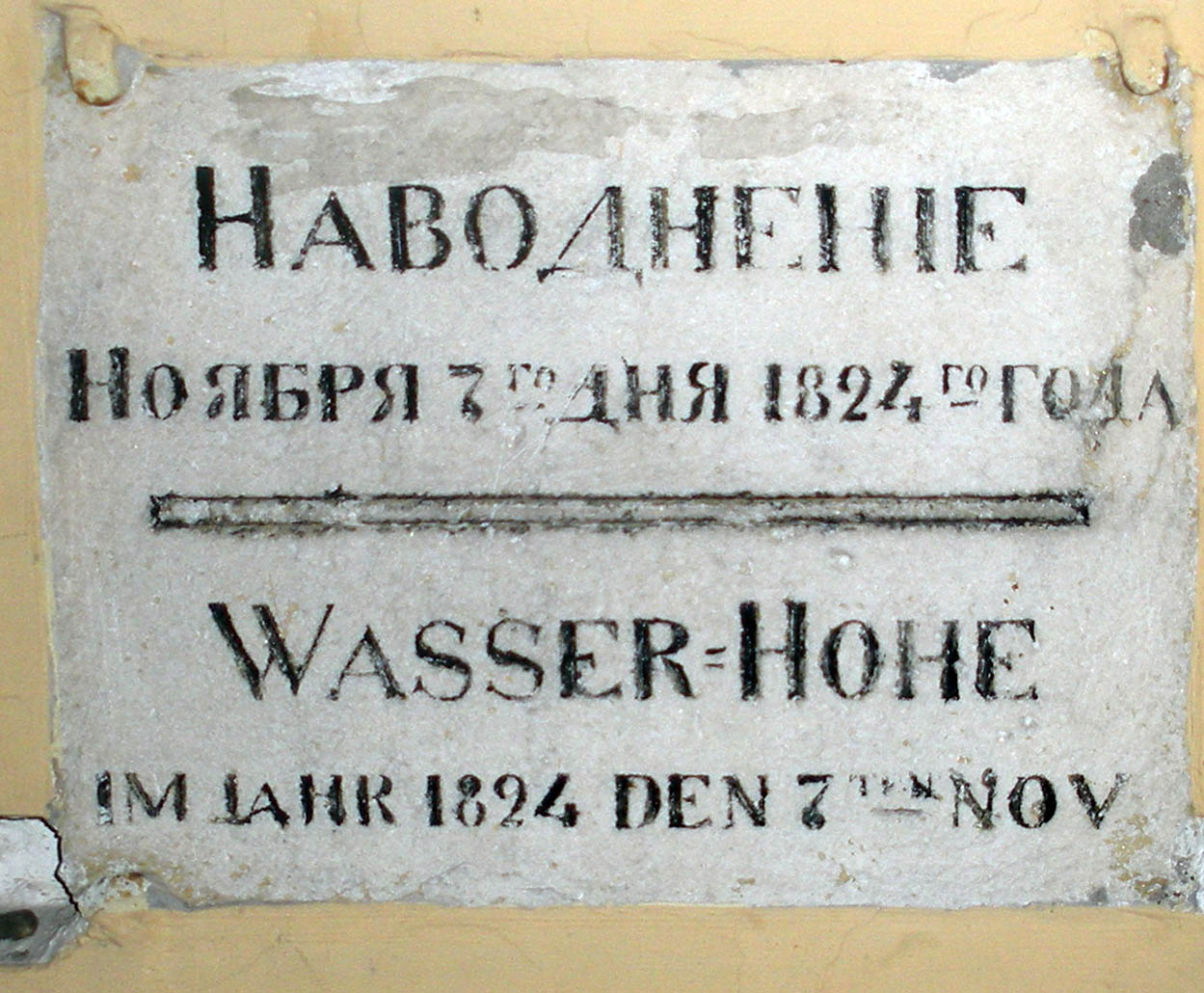
Табличка о наводнении в 1824 году на пересечении 1-й линии и Большого проспекта Васильевского острова

Наводне́ния в Санкт-Петербу́рге — подъёмы воды в дельте Невы и восточной части Невской губы, вызывающие затопление части территории Санкт-Петербурга. За всю историю города было от 308 до 327 подъёмов уровня воды, квалифицированных как наводнение.

## Природа наводнений
Наводнения вызываются рядом факторов: возникающие на Балтике циклоны с преобладанием западных ветров вызывают подъём «медленной» нагонной волны Кельвина и движение её в направлении устья Невы, где она встречается с двигающимся во встречном направлении естественным течением реки. Подъём воды усиливается из-за мелководья и пологости дна в Невской губе, а также сужения Финского залива к дельте. Также вклад в наводнения делают сейши, ветровые нагоны и другие факторы.
Кроме наводнений в результате нагонной волны, в Санкт-Петербурге происходили паводковые наводнения на притоках Невы, связанные с таянием снега. Зимой возможно повышение уровня воды в Неве до метра из-за забивания шугой русла реки при наступлении сильных морозов, весной схожие явления иногда наблюдаются при заполнении русла проходящим льдом при ледоходе. Повышение уровня воды в результате паводка наблюдалось в 1903, 1921 и 1956 годах.

## История

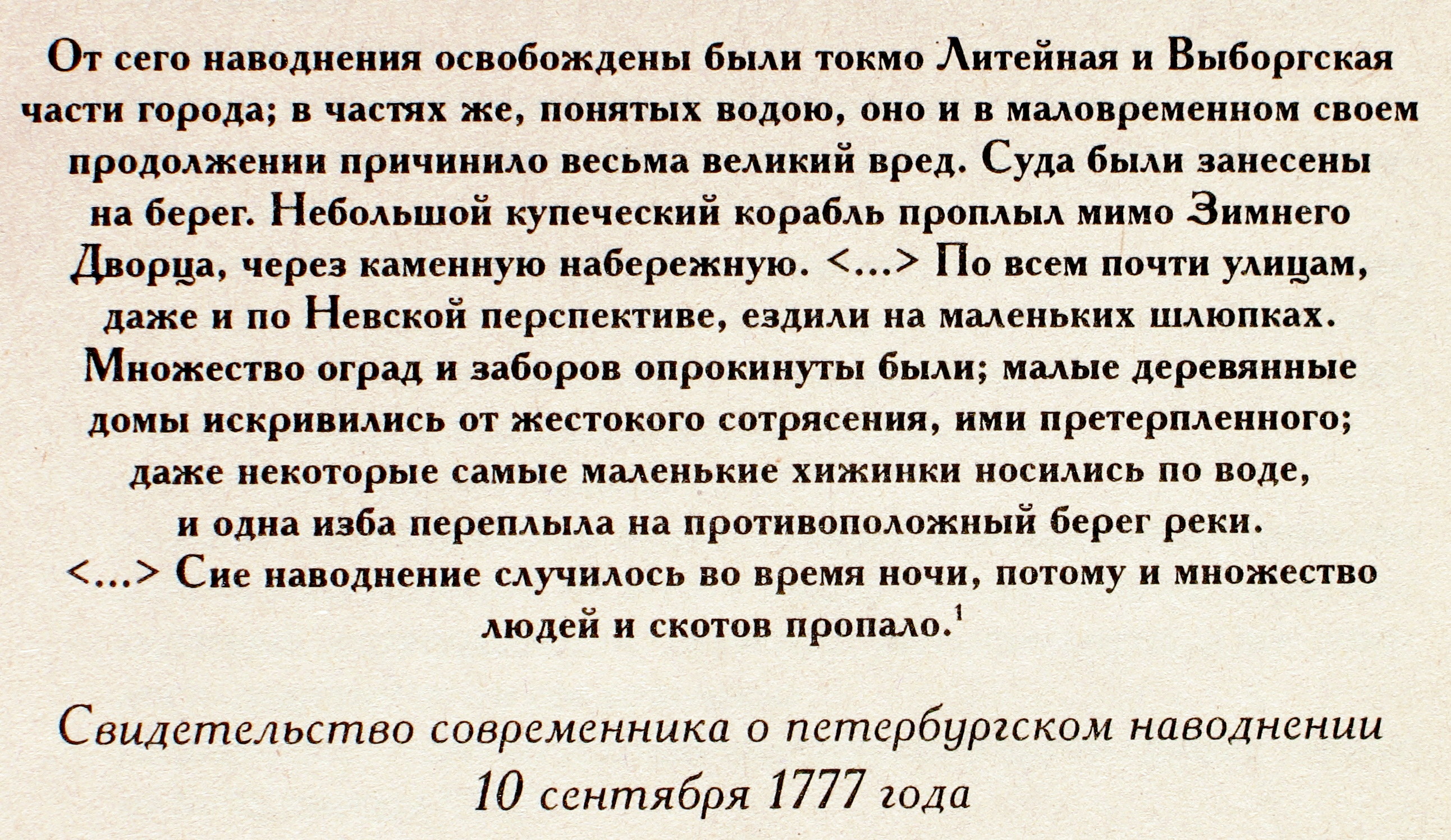
Описание наводнения в Петербурге 1777 года

До основания Петербурга самое крупное наводнение произошло в 1691 году. По оценочным данным высота подъёма воды могла составить 20—25 футов (6,1—7,6 метра). 
Уже спустя 3 месяца после основания Петербурга, в ночь с 19 на 20 августа 1703 года, произошло наводнение. Тогда вода поднялась более чем на 2 метра. А в 1708 году жители города стали свидетелями грозного стихийного бедствия, о котором в своём письме к Александру Меншикову Пётр I сообщал: «Третьего дни ветром вест-зюйд-вест такую воду нагнало, какой, сказывают, не бывало. У меня в хоромах было сверху пола 21 дюйм, а по городу и на другой стороне по улице свободно ездили на лодках. Однако же недолго держалась, менее трех часов. И зело было утешно смотреть, что люди по кровлям и по деревьям, будто во время потопа, сидели… Вода хотя и зело велика была, беды большой не сделала».

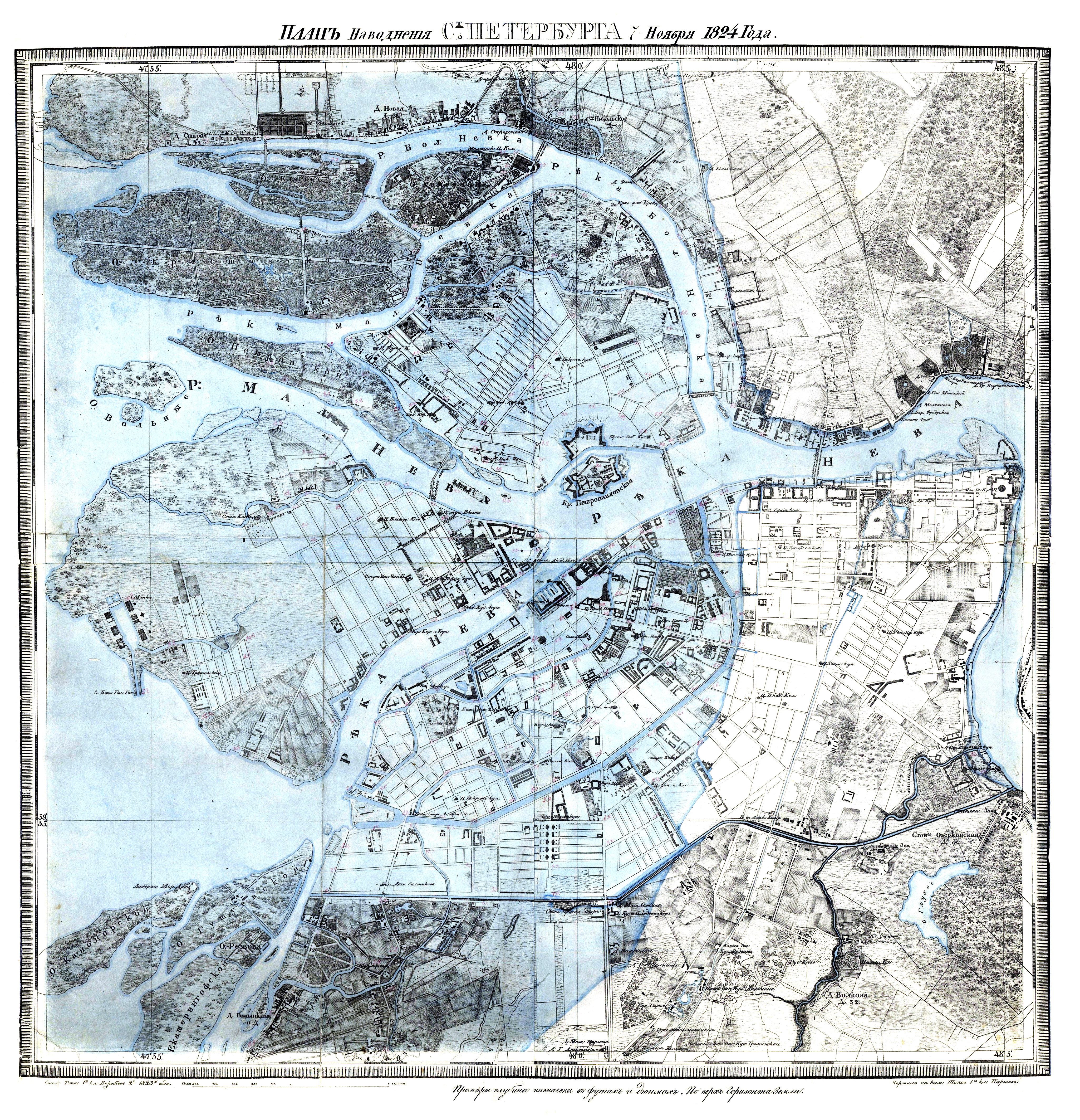
Карта с указанием промеров уровня воды над затопленной сушей в разных местах города (в футах и дюймах)

В начале XVIII века центральная часть города затапливалась при подъёме всего на 130—150 см. Наибольшему ущербу подвержены территории, прилегающие к Неве и Невской губе. Наращивание культурного слоя, мощение дорог способствовало борьбе с затоплением. В начале XIX века наводнением считалось превышение среднего многолетнего уровня воды в Неве на 1,07 м (3,5 фута). Превышение этого уровня в городе сигнализировалось тремя пушечными выстрелами с Адмиралтейства и вывешиванием на его здании флагов днём или фонарей ночью. В XXI веке наводнениями считается подъём уровня воды более чем на 150 см над уровнем водомерного поста, установленного у Горного института, либо на  160 см над ординаром водомерного поста в Кронштадте. Наводнения с подъёмом воды до 210 см по Кронштадскому футштоку считаются опасными, до 299 см — особо опасными, свыше 300 см — катастрофическими. Чаще всего наводнения происходят в сентябре-декабре.
За три века с 1703 года зафиксировано более 300 наводнений (подъём воды более 160 см), из них 210 — с подъёмом более 210 см. В некоторые годы случалось по несколько наводнений (в 1752 — пять), были периоды затишья (1729—1732 и 1744—1752).
В 1979 году началось создание Комплекса защитных сооружений Ленинграда от наводнений (КЗС). В начале 1990-х строительство заморожено и возобновлено только в начале 2000-х, 12 августа 2011 года КЗС сдан в эксплуатацию.
В 1995 году на киностудии «Леннаучфильм» вышел научно-популярный фильм «Морские наводнения на компьютере» (режиссёр-оператор В. Петров). Фильм посвящён проблемам защиты людей от наводнений, в частности, строительству КЗС для защиты Санкт-Петербурга.
В 2011 году с введением в строй 12 августа южной половины комплекса защитных сооружений Петербурга от наводнений — участка от острова Котлин (город Кронштадт) до станции Бронка (близ Ораниенбаума) город теоретически получил возможность защиты от натиска водной стихии. Официально Комплекс защитных сооружений был полностью задействован 28 ноября 2011 года во время подъёма воды, вызванного атлантическим циклоном. При этом были затоплены территории, не защищённые КЗС — большая часть парка Сестрорецкие «Дубки», в том числе смотровая площадка на мысе Дубовский, высота которого — не менее 3 м.
26 и 27 декабря 2011 года в Санкт-Петербург и Ленинградскую область пришли атлантические циклоны Патрик и Квирин и КЗС был закрыт. Однако, несмотря на это произошло наводнение. 27 декабря 2011 года в 22:14 зафиксировано превышение отметки 160 см над ординаром у Горного института, в 06:51 уровень воды в Неве достиг максимального значения — 170 см.

## Самые крупные наводнения
Самым значительным и разрушительным наводнением за всю историю Санкт-Петербургa стало Петербургское наводнение 1824 года и наводнение в Ленинграде в 1924 году. До основания города крупнейшим было наводнение 1691 года с подъёмом воды, по приблизительным данным, до 329 см (дата не указана). 
В различных каталогах петербургских наводнений различаются как их число, так и уровни подъёма воды. Также в каталогах имеются описки и прямые искажения сведений. В нижеприведённой таблице дана информация о 50 наиболее крупных наводнениях за всю историю города по Р. А. Нежиховскому. Для каждого случая указаны дата, порядковый номер по хронологии, максимальный уровень воды, а также — по возможности — время, когда он был зафиксирован. Информация о наводнениях, произошедших после 2003 года, в таблице не отражена. 
| №  | Порядковый номер по хронологии | Дата                               | Уровень подъёма воды (см) | Время пика (час., мин.) |
| -- | ------------------------------ | ---------------------------------- | ------------------------- | ----------------------- |
| 1  | 84                             | 7 (19) ноября 1824 года            | 421                       | 14:00                   |
| 2  | 210                            | 23 сентября 1924 года              | 380                       | 19:15                   |
| 3  | 71                             | 10 (21) сентября 1777 года         | 321                       | утро                    |
| 4  | 244                            | 15 октября 1955 года               | 293                       | 20:45                   |
| 5  | 264                            | 29 сентября 1975                   | 281                       | 4:00                    |
| 6  | 39                             | 22 октября (2 ноября) 1752 года    | 280                       | 10:00                   |
| 7  | 9                              | 2 (13) октября 1723 года           | 272                       | не уст.                 |
| 8  | 14                             | 1 (12) ноября 1726 года            | 270                       | не уст.                 |
| 9  | 183                            | 12 (25) ноября 1903 года           | 269                       | 9:00                    |
| 10 | 7                              | 5 (16) ноября 1721 года            | 265                       | день                    |
| 11 | 86                             | 20 августа (1 сентября) 1831 года  | 264                       | ночь                    |
| 12 | 3                              | 9 (20) сентября 1706 года          | 262                       | день                    |
| 13 | 319                            | 30 ноября 1999 года                | 262                       | 4:35                    |
| 14 | 25                             | 10 (21) сентября 1736 года         | 261                       | день                    |
| 15 | 298                            | 6 декабря 1986 года                | 260                       | 13:30                   |
| 16 | 215                            | 15 октября 1929 года               | 258                       | 17:15                   |
| 17 | 83                             | 24 января (4 февраля) 1822 года    | 254                       | ночь                    |
| 18 | 144                            | 29 октября (10 ноября) 1874 года   | 252                       | 4:00                    |
| 19 | 55                             | 20 ноября (1 декабря) 1764 года    | 244                       | не уст.                 |
| 20 | 201                            | 17 (30) ноября 1917 года           | 244                       | 6:50                    |
| 21 | 254                            | 18 октября 1967 года               | 244                       | 13:30                   |
| 23 | 45                             | 29 сентября (10 октября) 1756 года | 242                       | не уст.                 |
| 24 | 136                            | 20 октября (1 ноября) 1873 года    | 242                       | не уст.                 |
| 25 | 175                            | 4 (16) ноября 1897 года            | 242                       | 12:00                   |
| 26 | 261                            | 17 ноября 1974 года                | 242                       | 1:00                    |
| 27 | 177                            | 26 ноября (8 декабря) 1898 года    | 240                       | 23:30                   |
| 28 | 260                            | 20 декабря 1973 года               | 240                       | 7:15                    |
| 29 | 219                            | 8 января 1932 года                 | 239                       | 3:00                    |
| 30 | 225                            | 8 октября 1935 года                | 239                       | 5:50                    |
| 30 | 297                            | 9 января 2005 года                 | 239                       | 11:40                   |
| 31 | 18                             | 12 (23) октября 1729 года          | 237                       | 10:00                   |
| 32 | 76                             | 29 сентября (10 октября) 1788 года | 237                       | не уст.                 |
| 33 | 145                            | 26 ноября (8 декабря) 1874 года    | 237                       | 4:00                    |
| 34 | 171                            | 2 (14) ноября 1895 года            | 237                       | 3:00                    |
| 35 | 227                            | 9 сентября 1937 года               | 236                       | 5:30                    |
| 36 | 37                             | 17 (28) августа 1744 года          | 234                       | не уст.                 |
| 37 | 41                             | 26 октября (6 ноября) 1752 года    | 234                       | 12:00                   |
| 38 | 43                             | 11 (22) декабря 1752 года          | 234                       | ночь                    |
| 39 | 228                            | 14 сентября 1938 года              | 233                       | 2:25                    |
| 40 | 269                            | 7 сентября 1977 года               | 231                       | 16:50                   |
| 41 | 292                            | 1 января 1984                      | 231                       | 21:20                   |
| 42 | 125                            | 19 (31) января 1866 года           | 229                       | 10:00                   |
| 43 | 208                            | 24 ноября 1922 года                | 228                       | 19:15                   |
| 44 | 315                            | 12 октября 1994 года               | 228                       | 13:50                   |
| 45 | 116                            | 8 (20) октября 1863 года           | 227                       | 2:00                    |
| 46 | 211                            | 3 января 1925 года                 | 225                       | 21:30                   |
| 47 | 81                             | 18 (6) сентября 1802 года          | 224                       | день                    |
| 48 | 122                            | 19 (31) мая 1865 года              | 224                       | 9:10                    |
| 49 | 202                            | 24 августа 1918 года               | 224                       | 9:10                    |
| 50 | 242                            | 14 октября 1954 года               | 222                       | 21:00                   |

## Петербургские наводнения в культуре и искусстве

### Памятные знаки о петербургских наводнениях и музейная информация о них
В 2002—2006 годах была инициирована и реализована научная программа «Поиски и комплексное экспертное обследование сохранившихся меток высот наводнений Невы», в результате было установлено упоминание и местоположение 74 мемориальных меток, 26 из которых утрачены.
В Петербурге сохранилось множество общедоступных напоминаний о крупных наводнениях, изображённых на десятках мемориальных табличек в стенах зданий, в том числе:
- На набережной реки Мойки у самого широкого в городе Синего моста на Исаакиевской площади близ здания Всероссийского института растениеводства имени Н. И. Вавилова стоит гранитный обелиск, увенчанный трезубцем (атрибутом Нептуна, повелителя водной стихии), с металлическим пояском, показывающим высоту наводнения 1824 г.
- О том же наводнении свидетельствует мраморная табличка, вмонтированная в стену старинного дома на углу Большого пр. Васильевского острова и Первой линии. Она показывает горизонтальной чертой высоту подъёма воды, сопровождая это надписями на русском и немецком языках (немецкий был едва ли не преобладающим в то время в этой части исторического Петербурга благодаря значительному количеству российских немцев и представителей других западноевропейских народов, живших тут в дореволюционную пору — как мастеровых и лавочников, так и ученых, включая великого математика Леонарда Эйлера).
- Большая Морская ул., 33 — мраморная табличка с уровнем наводнения 1824 г.
- Пл. Трезини (7-я линия В. О., 2) — мраморная табличка с уровнем наводнения 1824 г.
- Университетская наб., 5 (угол Таможенного пер.) — мраморная табличка с уровнем наводнения 1924 г.
- Основные же сведения о наиболее значительных по высоте подъёмах воды в городе туристы и горожане могли получить, увидев отметки на специальных линейках, вмонтированных в боковые стены Невских ворот Невской куртины Петропавловской крепости (арх. Н. А. Львов), что представляет собой т. н. Музей наводнений в составе Музея истории Санкт-Петербурга.

### В документальных источниках и художественной литературе
Сведения об наводнениях сохранились в исторических документах и литературных произведениях:
- В. Н. Берх. Подробное историческое известие о всех наводнениях, бывших в Санктпетербурге. (1826 г)
- С. Аллер. Описание наводнения, бывшего в Санктпетербурге 7 числа ноября 1824 года. (1826 г)
- А. С. Грибоедов. Частные случаи петербургского наводнения. (1859 г)
- С. М. Салтыкова (Дельвиг). Письмо к А. Н. Семеновой 1824—1837 годов из собрания Пушкинского Дома. (1929 г)
- А. В. Кочубей. «Записки» (семейная хроника). Воспоминания орловского губернатора и впоследствии сенатора, были написаны им в 1860-х или начале 1870-х годов.
- А. С. Пушкин. Медный всадник (поэма), написана в 1833 году. Наиболее известным изображением петербургского наводнения в русской культуре являются сцены из поэмы Пушкина «Медный всадник», где в результате разгула стихии в 1824 году гибнут простые люди и едва целиком не уничтожается город, задуманный властителем России в столь непригодном для жизни месте. В 1949 году в Ленинграде по этой поэме был поставлен балет, где наводнение воспроизводилось на сцене.
- М. И. Пыляев. «Старый Петербург» (1887 г)
- П. П. Каратыгин, «Летопись петербургских наводнений. 1703—1879 гг.» (1888 г)
- Записки Юста Юля датскаго посланника при Петре Великом (1709—1711) из публикации 1889 года
- Описание наводнения есть также в «Царстве зверя» Дмитрия Мережковского. (1908—1918 гг)
- Наводнение 1777 года описано в первой части повести Леонтия Раковского «Кутузов». (1960)
- К. С. Померанец. «Три века петербургских наводнений» (2005)
- А. Дюма «Учитель фехтования», глава VIII
- М. М. Шкапская. «Алёшины галоши» (1925). По сюжету стихотворения две галоши вплавь возвращаются из путешествия по Африке в Ленинград, где, по причине крупного наводнения, подплывают прямо к дому своего хозяина Алёши. (Судя по году издания произведения и тому, что город уже назван Ленинградом, подразумевается стихийное бедствие от 23 сентября 1924 года)[20].

### Наводнения в изобразительном искусстве
Естественно, что до изобретения фотографии только живопись могла передать зрительные впечатления от бушующей стихии, но и затем художники не переставали выражать ужас и восхищение перед мощью воды. Петербургские потопы иллюстрировали верховенство природы над созидательной деятельностью человека и живописно изображались на гравюрах, и картинах:
- Наводнение 1824 г. в Петербурге. Гравюра С. Ф. Галактионова по оригиналу В. К. Шебуева.
- 7 ноября 1824 года на площади у Большого каменного театра. Картина Ф. Я. Алексеева
- Наводнение на Екатерининском канале. Н. Н. Дубовской, 1903 г.
- Панорама наводнения в Петербурге 7 ноября 1824 года. Художник Иоганн Фридрих Тилькер. 1824-25 гг.
- Наводнение в Петербурге 7 ноября 1824 г. О. А. Кипренский
- Княжна Тараканова. Сюжетом для картины К. Д. Флавицкого послужило предание о гибели Таракановой во время наводнения 21 сентября 1777 года.

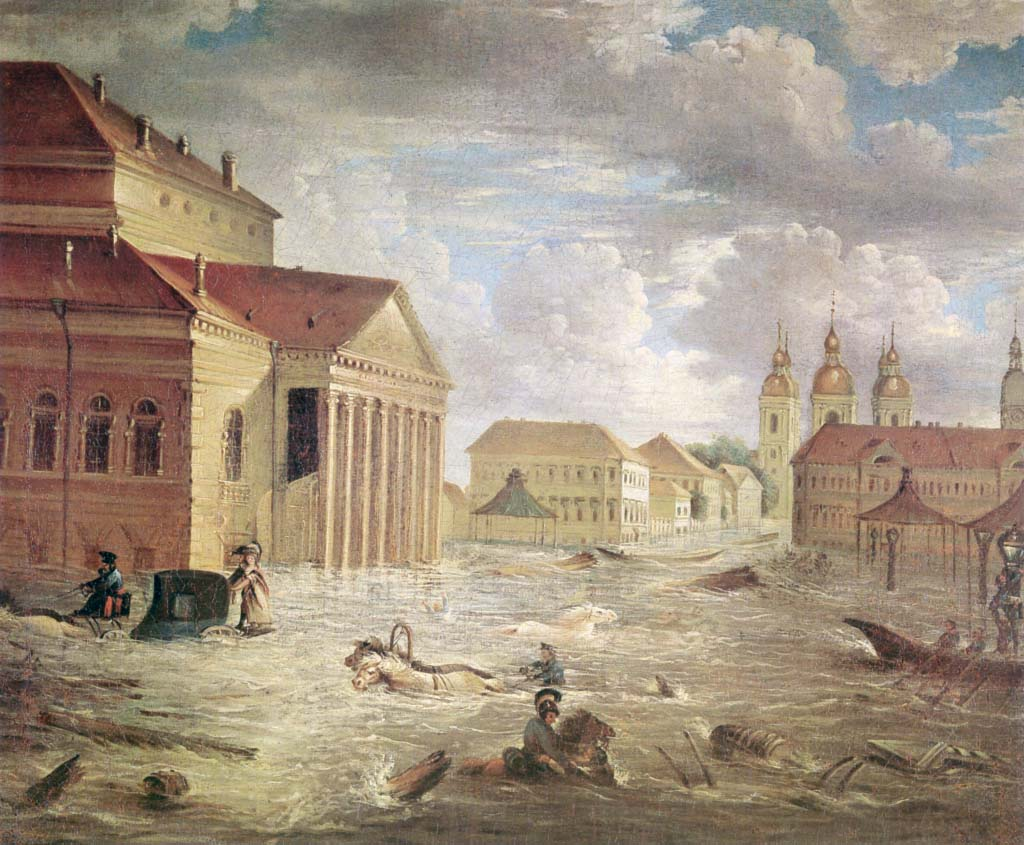
7 ноября 1824 года на площади у Большого театра
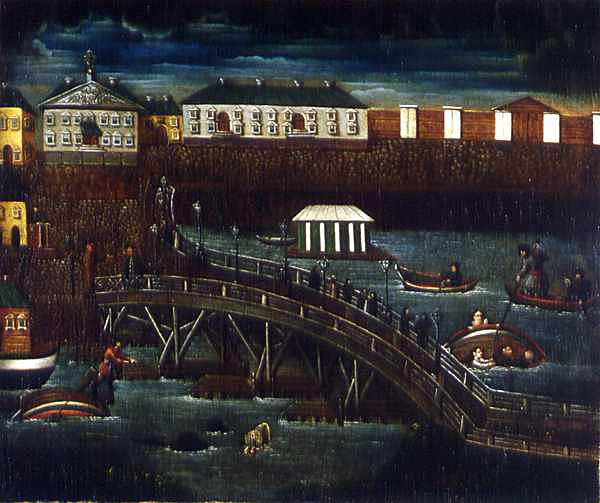
Наводнение 7 ноября 1824 года
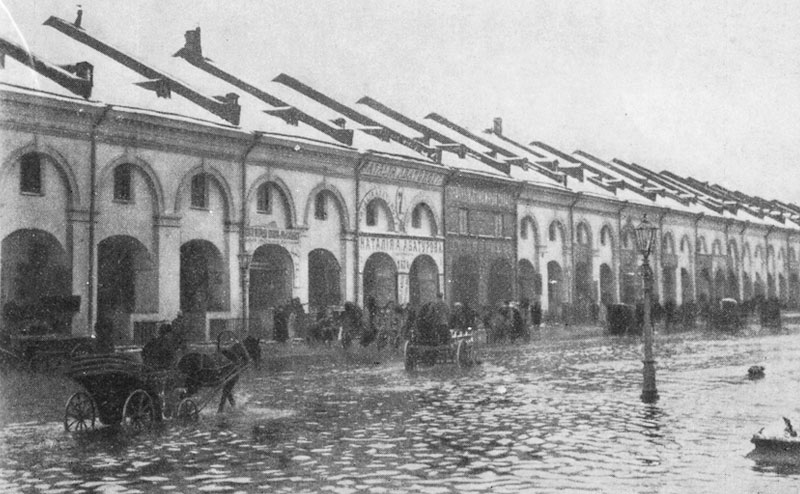
Садовая улица у бывшего Никольского рынка во время наводнения 25 ноября 1903 года
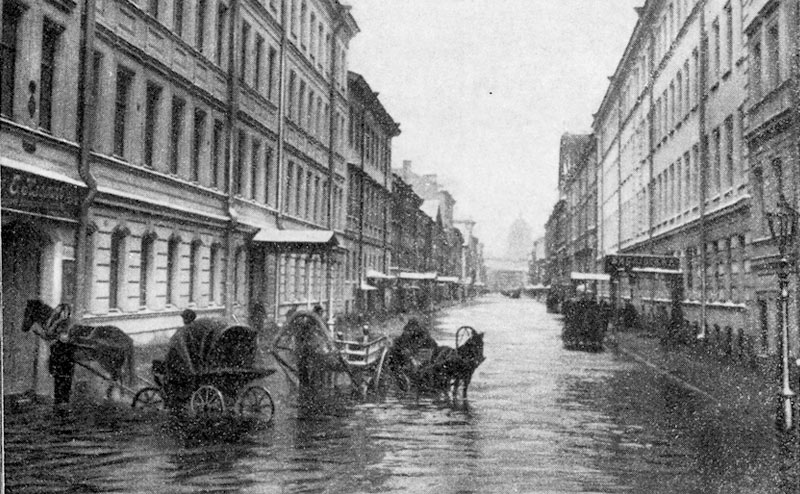
Большая Подьяческая ул. во время наводнения 25 ноября 1903 года

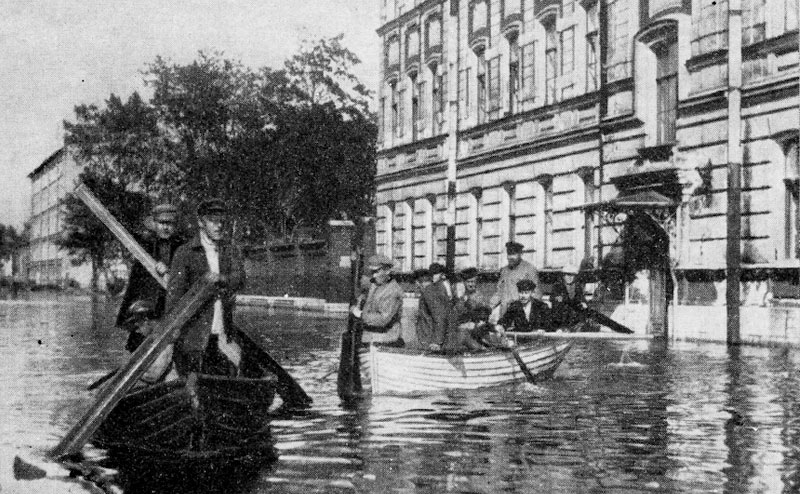
Передвижение на лодках по улицам Васильевского острова во время наводнения 23 сентября 1924 года
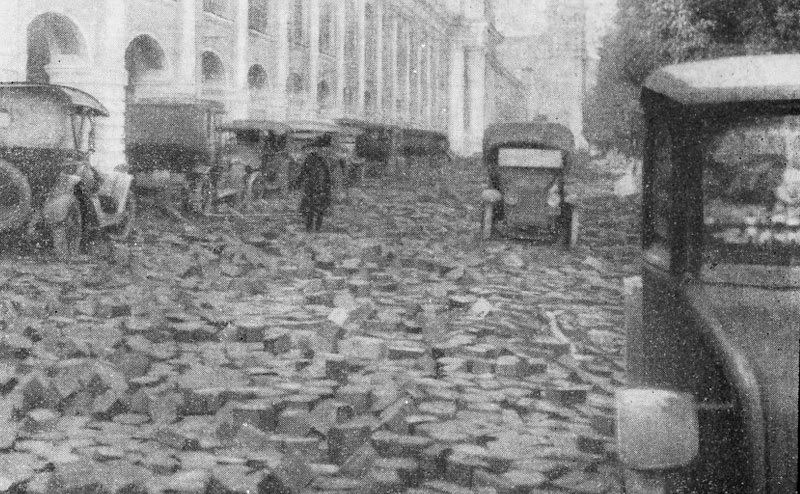
Разрушенная наводнением 1924 года деревянная торцовая мостовая у Гостиного двора
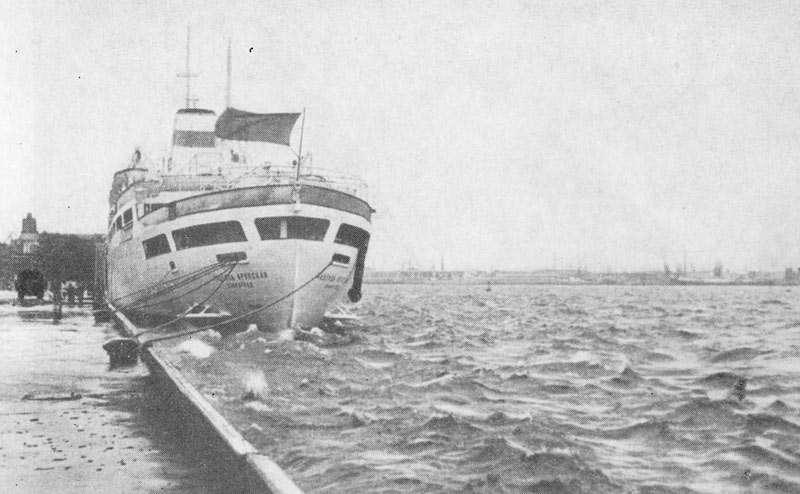
У причала Морского пассажирского вокзала во время наводнения 18 октября 1967 года
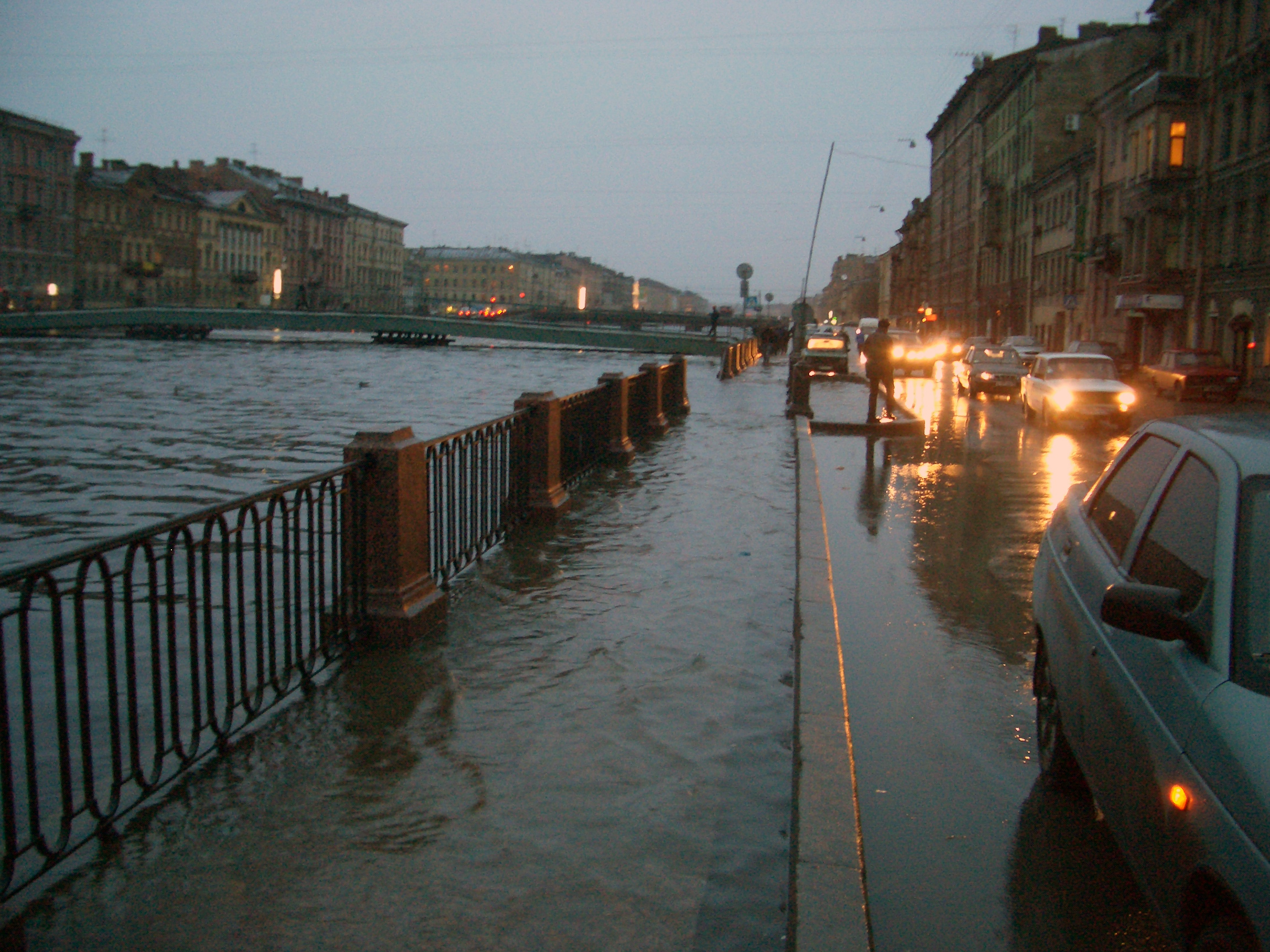
Набережная Фонтанки. 9 января 2005 года

Мультимедийный спектакль «Медный всадник» и выставка работ художника Юрия Купера прошли в Мраморном зале Российского этнографического музея в ноябре 2010 г.
Знаменитые фонтаны и прочие парковые сооружения Летнего сада, задуманные ещё Петром I были уничтожены уже в XVIII веке во время сильного наводнения 1777 г.
В 1984 году ленинградский художник Юрий Подляский создал картину «Петербург. Наводнение 16 ноября 1721 года».
Наводнение 12 ноября 1903 года было запечатлено иллюстрацией в парижской «Маленькой газете».